# Журумбай
Журумба́й (каз. Жұрымбай) — село у складі Жуалинського району Жамбильської області Казахстану. Входить до складу Карасазького сільського округу.
До 2007 року село називалось Зиковка.
Населення — 323 особи (2021; 357 у 2009, 381 у 1999, 342 у 1989).